# Sant Pere de Carreu dels Prats
L'església de Sant Pere de Carreu dels Prats, també anomenada Sant Pere de Carreu o de la Molina de Carreu, fou una església del terme municipal d'Abella de la Conca, a la comarca del Pallars Jussà, situada a la vall de Carreu. Era sufragània de Sant Joan de Montanissell.

Sant Pere de Carreu dels Prats, respecte del terme d'Abella de la Conca

 Les ruïnes són a l'antic poble de Carreu, tot i que es fa difícil actualment de reconèixer que es tracta d'una església.

## Etimologia
Es tracta de l'església advocada a sant Pere de l'antic poble de Carreu.